# Mahya Dehghani
 (août 2019).
Mahya Dehghani (en persan : محیا دهقانی), née le 14 janvier 1992 à Téhéran, est une actrice iranienne.
Elle a toujours aimé faire du théâtre et du cinéma en tant qu’actrice. Elle est détentrice d’un master en théâtre. Elle obtient rapidement un rôle pour la première fois dans une série télévisée en 2011 réalisé par Ali Zhekan. À la suite de son premier succès, elle joue pour la deuxième fois la série (Le Capitale) avec le réalisateur Siroos Moghaddam. Après ses succès dans les séries télévisées, elle met un pied dans le cinéma, notamment dans des films du réalisateur Dariush Yari (La  saison de  chasse) ou bien des films avec les réalisatrices comme Narges Abyar et Yasaman Nosrati. Elle continue aussi dans un film documentaire de Abolfazl Jalili. Elle gagne le prix de la meilleure actrice au festival du court-métrage de San Francisco pour son rôle dans Baher Her Mind réalisé par Hassan Akhoundpour.

## Cinéma

### Filmographie

#### Long métrage
- 2018 : Hunting Season (Fasl e Shekar) de Dariush Yari : Rana[1].
- 2017 : Konjan chome (کنجانچم) de Yassaman Nosrati : -[2]
- 2017 : L'histoire de midi (Majaray nimroz) de Mohammad Hossein Mahdavian : Farideh
- 2015 : Vert, blanc, rouge (Sabz, Sefid, Sorkh) de Abolfazl Jalili : Documentaire [3].
- 2014 : Track 143 (Shiyar 143) de Narges Abyar : -[4].

#### Court métrage
- 2016 : BAHER Son esprit (BAHER Her Mind) de Hassan Akhondpour : -[5].
- 2016 : Nuit, silence, délivrance (Shab, Sokout, Rahaei) de Mahya Dehghani : -[6].

#### Série TV
- 2015 : La capitale (Paytakht 4) de Sirous Moghaddam : Sousan[7].
- 2012 : Colère et réconciliation (Ghahr o Ashti) de Ali Zhekan : -

## Prix
- Meilleure actrice dans un rôle de premier plan pour le BAHER Her Mind, à la cérémonie de 9e Festival du film iranien au San Francisco, 2016